# دراگان جوکانوویچ

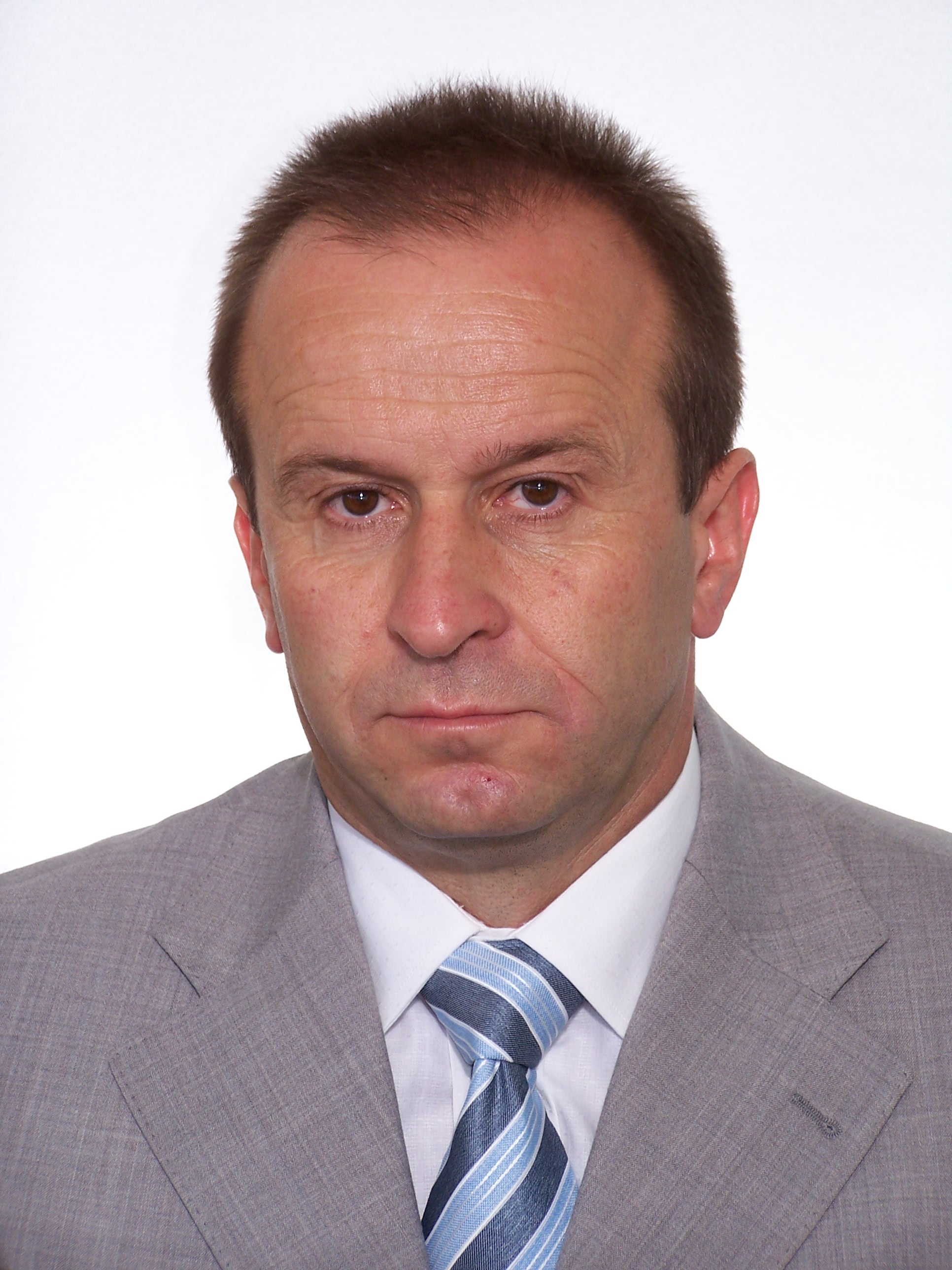
دراگان جوکانوویچ

دراگان جوکانوویچ (به صربی: Драган Ђокановић)‏ (۲۰ آوریل ۱۹۵۸) سیاستمدار بخش صرب‌نشین بوسنی و هرزگوین است.
وی رئیس حزب جمهوری‌خواهان فدرال است و پیش از این به عنوان سیاستمدار دانش‌آموخته رشته پزشکی در کودکان شهر سارایوو مشغول کار بوده‌است.
در زمان جنگ بالکان ۱۹۹۲-۱۹۹۵ او یکی از وزیران صربستان بود.
وی مخالف کشته شدن مسلمانان در این جنگ بود و در این مورد در دوره ۲۰۰۵ تا ۲۰۰۹ در برابر دیوان لاهه حضور یافته‌است.

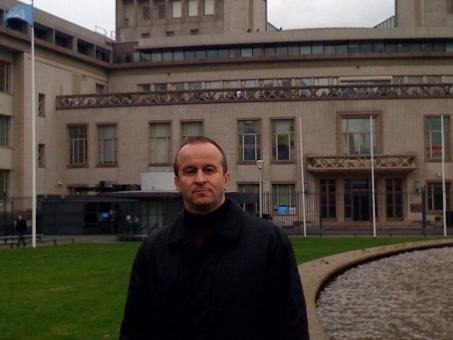
دراگان جوکانوویچ در لاهه